# Jaroslav Šilhavý
Jaroslav Šilhavý (* 3. listopadu 1961 Plzeň) je český fotbalový trenér, který naposledy vedl českou fotbalovou reprezentaci, a bývalý profesionální fotbalista, který hrával na pozici obránce. Šilhavý nastoupil v nejvyšší soutěži k 465 utkáním, během nichž vstřelil 26 gólů. V lize nastoupil poprvé v sezóně 1979/80 a v ligové kariéře oblékl dresy 5 klubů – Plzně, Chebu, Slavie, Drnovic a Žižkova. Mezi lety 1990 a 1991 odehrál také 4 zápasy v dresu československé reprezentace.
Jako trenér následně vedl například Kladno či České Budějovice. V létě 2011 převzal Slovan Liberec, se kterým vyhrál mistrovský titul a došel s ním až do šestnáctifinále Evropské ligy. Po angažmá v Jablonci a Dukle se v roce 2016 stal trenérem pražské Slavie, se kterou získal ve své první sezóně svůj druhý mistrovský titul. V roce 2017 převzal českou reprezentaci. Dokázal s národním týmem postoupit na EURO 2020, kde Češi došli až do čtvrtfinále, a na EURO 2024. V prosinci 2023 bezprostředně po postupu na závěrečný šampionát prohlásil, že neprodlouží končící smlouvu.

## Hráčská kariéra
V československé a české fotbalové lize oblékal Jaroslav Šilhavý dresy pěti klubů: TJ Škoda Plzeň (1980), RH Cheb (1980–1989), SK Slavia Praha (1990–1993), FC Petra Drnovice (1994–1996) a FK Viktoria Žižkov (1997–1999). V roce 1998 získal ocenění Osobnost ligy.
Za 20 let nastoupil do 465 utkání, v nichž vstřelil 26 gólů. Až do listopadu 2022 byl rekordmanem v počtu odehraných prvoligových zápasů (1925 – 2015/16), poté ho překonal záložník Slovácka Milan Petržela.
Během angažmá ve Slavii odehrál v letech 1990–1991 čtyři přátelská utkání za československé reprezentační A-mužstvo.

## Ligová bilance
| Ročník  | Zápasy | Góly | Klub               |
| ------- | ------ | ---- | ------------------ |
| 1979/80 | 8      | 0    | Škoda Plzeň        |
| 1980/81 | 10     | 0    | RH Cheb            |
| 1981/82 | 29     | 2    | RH Cheb            |
| 1982/83 | 26     | 2    | RH Cheb            |
| 1983/84 | 28     | 1    | RH Cheb            |
| 1984/85 | 27     | 0    | RH Cheb            |
| 1985/86 | 26     | 2    | RH Cheb            |
| 1986/87 | 29     | 0    | RH Cheb            |
| 1987/88 | 25     | 1    | RH Cheb            |
| 1988/89 | 29     | 1    | RH Cheb            |
| 1989/90 | 14     | 0    | RH Cheb            |
| 1989/90 | 14     | 1    | SK Slavia Praha    |
| 1990/91 | 23     | 1    | SK Slavia Praha    |
| 1991/92 | 19     | 1    | SK Slavia Praha    |
| 1992/93 | 21     | 1    | SK Slavia Praha    |
| 1993/94 | 6      | 0    | SK Slavia Praha    |
| 1993/94 | 13     | 0    | FC Petra Drnovice  |
| 1994/95 | 27     | 1    | FC Petra Drnovice  |
| 1995/96 | 18     | 2    | FC Petra Drnovice  |
| 1996/97 | 11     | 5    | FC Petra Drnovice  |
| 1996/97 | 13     | 0    | FK Viktoria Žižkov |
| 1997/98 | 29     | 4    | FK Viktoria Žižkov |
| 1998/99 | 20     | 1    | FK Viktoria Žižkov |
| Celkem  | 465    | 26   |                    |

## Trenérská kariéra

### Trenérské začátky
Trenérskou kariéru odstartoval po skončení hráčské aktivity ve Viktorii Žižkov, kde se stal asistentem Zdeňka Ščasného a od léta 2002 Vítězslava Lavičky. V prosinci 2002 nabídl Šilhavému místo asistenta v pražské Spartě Jiří Kotrba, který se tehdy stal hlavním trenérem. Po třech letech (kdy se vedle něj vystřídali hlavní trenéři František Straka, Jaroslav Hřebík a Stanislav Griga) Šilhavý u prvního mužstva skončil a jako hlavní trenér převzal druholigový B-tým.
V letech 2003 až 2006 a následně mezi lety 2008 a 2009 působil Jaroslav Šilhavý u národního týmu v roli asistenta reprezentačních trenérů Karla Brücknera a Petra Rady.
V létě 2007 se stal hlavním trenérem prvoligového Kladna, které bylo jedním z největších adeptů na sestup. Šilhavý dokázal ale s odepisovaným týmem překvapit a udržet se v nejvyšší soutěži.
V následující sezóně se stal trenérem Viktorie Plzeň, podepsal dvouletou smlouvu a vzal si k sobě asistenty Václava Kotala, Karla Krejčího a trenéra brankářů Josefa Čalouna. Po devíti kolech, v nichž Plzeň získala jediné vítězství a patřilo jí dvanácté místo v tabulce, byl ale Šilhavý z funkce odvolán.
V rozehrané sezóně 2009/10 nahradil po deseti kolech hlavního trenéra Dynama České Budějovice Pavla Tobiáše. Hned po prvním utkání pod vedením Šilhavého se tým odpoutal z posledního místa tabulky, když překvapivě remizoval na hřišti pražské Sparty. S Českými Budějovicemi se dokázal v nejvyšší soutěži zachránit, následně ale klub opustil.

### Slovan Liberec
V létě 2011 nahradil na lavičce Slovanu Liberec Petra Radu. Tým dovedl ve své první sezóně k nečekanému zisku mistrovského titulu. V tradiční novinářské anketě byl zvolen nejlepším trenérem za sezonu 2011/12.
V následující sezóně Slovan Liberec postoupil v 2. předkole Ligy mistrů přes kazašskou Karagandu, následně ale nedokázal přejít přes rumunskou Kluž a v play-off Evropské ligy pak nestačil na ukrajinský Dněpr. V domácí soutěži Liberec obhájit titul nedokázal, skončil ale na třetí příčce a zajistil si tak opět účast v evropských pohárech.
Šilhavý dovedl Liberec přes předkola do skupinové fáze Evropské ligy 2013/14, kde se tým střetl se španělskou Sevillou, německým Freiburgem a portugalským Estorilem. Ze základní skupiny postoupil Liberec z druhého místa do šestnáctifinále soutěže, kde vypadl s nizozemským AZ Alkmaar. V půli dubna 2014 jej vedení Liberce odvolalo poté, co vyšlo najevo, že se od nové sezony 2014/15 domluvil na trenérském angažmá s Miroslavem Peltou, majitelem rivalského FK Baumit Jablonec.

### Jablonec
V létě 2014 Šilhavý převzal Jablonec, se kterým podepsal tříletou smlouvu. V sezoně 2014/15 skončil s Jabloncem na třetím místě tabulky s osmibodovou ztrátou na první místo. Zároveň s Jabloncem došel až do finále domácího poháru.
V následující sezóně si s Jabloncem zahrál předkola Evropské ligy. Po překvapivém postupu přes dánskou Kodaň Jablonec nestačil v závěrečném play-off na nizozemský Ajax. Šilhavý byl odvolán 8. prosince 2015, tři dny po porážce 1:2 v posledním podzimním kole ročníku 2015/16 na půdě pražských Bohemians 1905; Severočeši zakončili první polovinu ligové sezony na osmém místě tabulky.

### Dukla Praha
Dne 17. května 2016 se stal novým trenérem FK Dukla Praha, nahradil Luboše Kozla. S týmem podepsal tříletou smlouvu s opcí. Na lavičce Dukly odtrénoval ale jen 5 ligových zápasů, v září totiž odešel do pražské Slavie.

### Slavia Praha
Dne 5. září 2016 opustil Duklu a stal se trenérem SK Slavia Praha, kde ve funkci nahradil odvolaného Dušana Uhrina. Slavistický tým byl po 5. kole až na 10. místě, ovšem měl jedno neodehrané utkání k dobru. První zápas pod vedením trenéra Šilhavého Slavia na domácím hřišti proti Slovanu Liberec vyhrála 1:0. Pod Šilhavého vedením se Slavia herně i výkonnostně zvedla, neprohrála 24 soutěžních utkání v řadě. Tato série byla přerušena porážkou 0:1 v semifinále domácího poháru se Zlínem. V domácí ligové soutěži se Slavií neprohrál jediný zápas, celkem v sezoně získal 77 % možných bodů a dovedl Slavii k zisku titulu v nejvyšší české soutěži.
Díky zisku titulu si Slavia zajistila účast ve třetím předkole Ligy mistrů, kde díky pravidlu venkovních gólů úspěšně přešla přes běloruský BATE Borisov. Následně ale Šilhavého Slavia nestačila na kyperský APOEL, a tak sestoupila do základní skupiny Evropské ligy. Z ní ale pražský celek nedokázal postoupit do jarní vyřazovací fáze. V prosinci 2017 byl Šilhavý vedením odvolán, jeho pozici zaujal Jindřich Trpišovský.

### Česká reprezentace

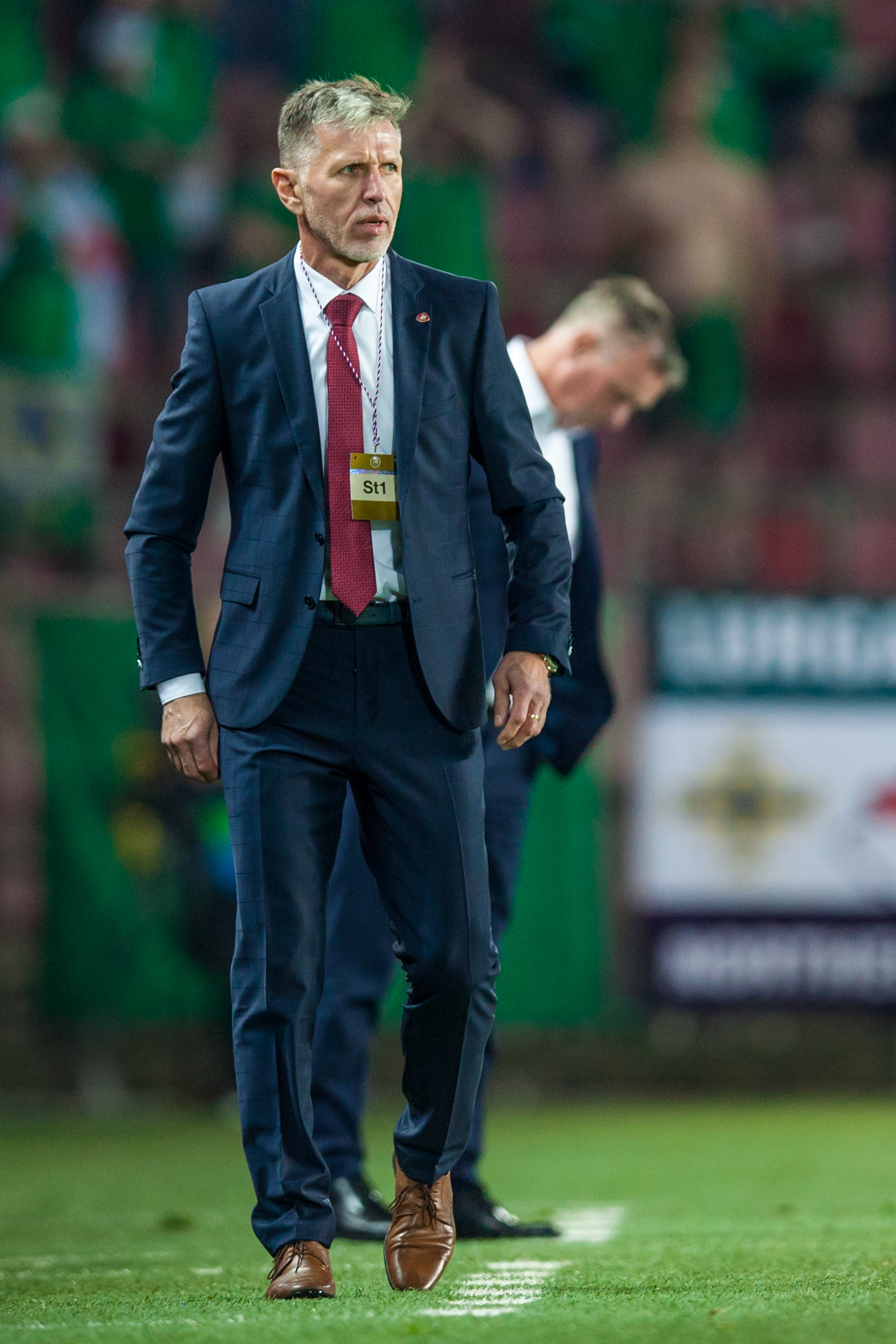
Jaroslav Šilhavý na pozici trenéra během zápasu české reprezentace (2019)

V září 2018 se stal hlavním trenérem české reprezentace, když v této funkci nahradil Karla Jarolíma. Na lavičce české reprezentace zažil úspěšnou premiéru, jeho svěřenci porazili v Lize národů Slovensko 2:1.
V kvalifikaci na EURO 2020 začali čeští reprezentanti vysokou prohrou 5:0 s Anglií, z následujících 7 utkání vyhráli 5, a to včetně odvetného domácího utkání s anglickým výběrem, a zajistili si postup na závěrečný turnaj z druhého místa.
V říjnu 2020 u něj byla potvrzena nákaza nemocí covid-19. Pozitivně testován byl po návratu z Izraele a stejně jako jeden z jeho svěřenců nemohl následně odletět do Skotska na zápas Ligy národů proti tamnímu národnímu týmu. V listopadu 2020 dokázal Šilhavý s českou reprezentací vyhrát skupinu B2 Ligy národů a postoupit do elitní Ligy A.
V létě 2021 se na závěrečném turnaji Mistrovství Evropy utkal český národní tým v základní skupině s Anglií, Skotskem a Chorvatskem. Po úvodní výhře 2:0 nad Skotskem a povedené Šilhavého premiéře v roli hlavního kouče na velké akci přišla remíza 1:1 s Chorvatskem a těsná prohra 0:1 s Anglií; Česko postoupilo do osmifinále turnaje ze třetího místa. V osmifinále si svěřenci Jaroslava Šilhavého překvapivě poradili s favorizovaným Nizozemskem (výhra 2:0), následně ve čtvrtfinále česká reprezentace nestačila na Dánsko (prohra 1:2).
V následujícím kvalifikačním cyklu skončili čeští fotbalisté na třetí příčce za Belgií a Walesem a kvalifikovali se do baráže o postup na mistrovství světa. V semifinále baráže se střetli v březnu 2022 se Švédskem, utkání o postup ale prohráli 1:0 po prodloužení. I přes vyřazení a nepostup na mistrovství světa se Šilhavý dohodl s vedením FAČR v čele s předsedou Petrem Fouskem na podmínkách nové smlouvy, kterou podepsal do konce roku 2023. V roce 2022 sehrála česká reprezentace utkání v elitní skupině Ligy národů, i přes povedené výkony ale nakonec skončila na poslední čtvrté příčce ve skupině a sestoupila zpátky do ligy B.
V roce 2023 Šilhavý vedl český tým v kvalifikaci o postup na mistrovství Evropy 2024 v Německu. Po úvodní výhře nad favoritem skupiny z Polska přišly nečekané ztráty s Moldavskem a Albánií a v říjnu 2023 se snesla na Šilhavého vlna kritiky. Dne 20. listopadu 2023 po výhře 3:0 nad Moldavskem v závěrečném zápase kvalifikace si česká reprezentace zajistila postup na mistrovství Evropy, trenér Šilhavý ale bezprostředně po utkání prohlásil, že neprodlouží končící smlouvu. V lednu 2024 se novým reprezentačním trenérem stal Ivan Hašek.

## Osobní život
Synem Jaroslava Šilhavého je Tomáš Šilhavý, bývalý obránce Slavie Praha.

## Úspěchy

### Trenérské

#### Slovan Liberec
- mistr České republiky 2011/12
- postup do šestnáctifinále Evropské ligy 2013/14

#### Jablonec
- 3× Trenér měsíce Synot ligy: 10/2014, 11/2014, 02/2015[83][84][85]

#### Slavia Praha
- mistr České republiky 2016/2017[45]
- 4× Trenér měsíce Synot ligy: 9/2016, 10/2016, 2/2017, 5/2017